# Okręgowe rozgrywki w piłce nożnej woj. warmińsko-mazurskiego (2022/2023)
Okręgowe rozgrywki w piłce nożnej województwa warmińsko-mazurskiego prowadzone są przez Warmińsko-Mazurski Związek Piłki Nożnej, rozgrywane są na czterech poziomach ligowych z podziałem na grupy.
Drużyny z województwa warmińsko-mazurskiego występujące w ligach centralnych i makroregionalnych:
- Ekstraklasa – brak
- I liga – brak
- II liga – Stomil Olsztyn, Olimpia Elbląg,
- III liga – Sokół Ostróda, Concordia Elbląg

Rozgrywki okręgowe
- IV Liga (V poziom rozgrywkowy)
- Klasa Okręgowa – 2 grupy (VI poziom rozgrywkowy)
- Klasa A – 4 grupy (VII poziom rozgrywkowy)
- Klasa B – 3 grupy (VIII poziom rozgrywkowy)

## IV liga
| Lp. | Drużyna                    | M  | Z  | R | P  | Bramki | Bramki | Różn. | Pkt | Uwagi                       | Bezpośrednio |
| --- | -------------------------- | -- | -- | - | -- | ------ | ------ | ----- | --- | --------------------------- | ------------ |
| 1   | GKS Wikielec (M) (A)       | 30 | 24 | 5 | 1  | 99     | 25     | +74   | 77  | Awans do III ligi           |              |
| 2   | Polonia Lidzbark Warmiński | 30 | 19 | 6 | 5  | 92     | 37     | +55   | 63  |                             |              |
| 3   | Mamry Giżycko              | 30 | 17 | 3 | 10 | 70     | 53     | +17   | 54  | MAM – MRĄ 3:2 MRĄ – MAM 0:3 |              |
| 4   | Mrągowia Mrągowo           | 30 | 17 | 3 | 10 | 76     | 60     | +16   | 54  | MAM – MRĄ 3:2 MRĄ – MAM 0:3 |              |
| 5   | ITS Jeziorak Iława         | 30 | 15 | 7 | 8  | 72     | 50     | +22   | 52  |                             |              |
| 6   | Tęcza Biskupiec            | 30 | 15 | 6 | 9  | 60     | 56     | +4    | 51  |                             |              |
| 7   | Znicz Biała Piska          | 30 | 14 | 5 | 11 | 61     | 54     | +7    | 47  |                             |              |
| 8   | Granica Kętrzyn            | 30 | 14 | 4 | 12 | 51     | 40     | +11   | 46  |                             |              |
| 9   | Rominta Gołdap             | 30 | 12 | 5 | 13 | 50     | 62     | −12   | 41  |                             |              |
| 10  | Olimpia II Elbląg          | 30 | 11 | 5 | 14 | 63     | 56     | +7    | 38  |                             |              |
| 11  | DKS Dobre Miasto           | 30 | 10 | 3 | 17 | 52     | 61     | −9    | 33  |                             |              |
| 12  | Motor Lubawa (B)           | 30 | 7  | 8 | 15 | 44     | 61     | −17   | 29  | Baraże o utrzymanie         |              |
| 13  | Polonia Iłowo (B)          | 30 | 8  | 3 | 19 | 44     | 91     | −47   | 27  | Baraże o utrzymanie         |              |
| 14  | Olimpia Olsztynek1         | 30 | 7  | 5 | 18 | 33     | 63     | −30   | 26  |                             |              |
| 15  | Pisa Barczewo (S)          | 30 | 7  | 3 | 20 | 39     | 95     | −56   | 24  | Spadek do klasy okręgowej   |              |
| 16  | Huragan Morąg (S)          | 30 | 5  | 5 | 20 | 39     | 81     | −42   | 20  | Spadek do klasy okręgowej   |              |

## Baraże o IV ligę
- Motor Lubawa – Zatoka Braniewo 1:1/2:1
- Polonia Iłowo – Victoria Bartoszyce 6:0/4:1

## Klasa okręgowa

### grupa I
- awans: Mazur Ełk
- spadek: Żagiel Piecki, Rona 03 Ełk, LKS Różnowo, Mazur Pisz

### grupa II
- awans: Constract Lubawa
- spadek: GSZS Rybno, Błękitni Orneta, Radomniak Radomno

## Baraże o klasę okręgową

### Wstępne
- Barkas Tolkmicko – Łyna Sępopol 2:0
- Kormoran Zwierzewo – Rona 03 Ełk 3:2

### Główne
- Łyna Sępopol – Kłobuk Mikołajki 6:3/6:3
- Żagiel Piecki – SKS Szczytno 0:0/0:2
- GSZS Rybno – Wałsza Pieniężno 1:1/1:7
- Kormoran Zwierzewo – Orzeł Janowiec Kościelny 3:2/3:0 (wo)

## Klasa A

### grupa I
- awans: Cresovia Górowo Iławeckie
- spadek: Reduta Bisztynek, Pogoń Ryn

### grupa II
- awans: Tęcza Miłomłyn, Wałsza Pieniężno
- spadek: Kormoran Bynowo

### grupa III
- awans: GKS Stawiguda, SKS Szczytno
- spadek: KS Łęgajny

### grupa IV
- awans: MKS Działdowo
- spadek: Osa Ząbrowo, Żak Jamielnik

## Baraże o utrzymanie w klasie A
- Reduta Bisztynek – Błękitni Stary Olsztyn 0:1
- Osa Ząbrowo – Warmiak Łukta 3:3 po dogr. k.5:6

## Klasa B

### grupa I
- awans: Perkun Orżyny, FC Dajtki Olsztyn

### grupa II
- awans: Zalew Frombork, Polonia Markusy

### grupa III
- awans: Olimpia Kisielice, PFT Sampława

## Wycofania z rozgrywek
Mamry II Giżycko, Vęgoria II Węgorzewo, CWKS 2020 Lamkowo, Warmia Elbląg, Huragan Byszwałd, Granica Bezledy

## Nowe zespoły
Perkun Orżyny, Pomarańcze Korsze, Barkas II Tolkmicko, Góra Idzbark